# 상태 밀도
응집물질물리학에서 상태 밀도(狀態密度, density of states)는 파수 공간에서 같은 에너지를 가진 파수 상태의 수다. 단위 부피 및 단위 에너지당 양자역학적 상태의 수를 나타낸다. 국제 단위는 매 줄 매 세제곱미터 (J−1 · m−3)이지만, 흔히 매 전자볼트 매 세제곱센티미터 (eV−1 · cm−3)를 쓴다.

## 정의
주어진 계의 입자가 분산 관계 {\displaystyle E(\mathbf {k} )}를 따른다고 하자. 그렇다면 파수 벡터 공간에서, 에너지가 {\displaystyle E} 이하인 파수 영역의 부피 {\displaystyle \Omega (E)}를 정의할 수 있다. 그렇다면 상태 밀도 {\displaystyle N(E)}는 다음과 같다.
{\displaystyle N(E)={\frac {g}{(2\pi )^{3}}}{\frac {d\Omega (E)}{dE}}}.
여기서 {\displaystyle g}는 겹침이다. 즉, 같은 에너지 및 파수에서 몇 개의 상태가 존재하는지를 나타낸다. 예를 들어, 전자의 경우에는 스핀 자유도로 인하여 {\displaystyle g=2}이다.

### 예제
디바이 모형에서, 포논은 단순한 선형 분산 관계 {\displaystyle E(\mathbf {k} )=\hbar vk}를 가진다. 따라서 {\displaystyle \Omega (E)}는 반지름이 {\displaystyle E/v}인 구의 부피다. 즉,
{\displaystyle \Omega (E)={\frac {4}{3}}\pi (E/\hbar v)^{3}}
이다. 포논은 편향 상태(polarization state)가 3개 있으므로, {\displaystyle g=3}이다. 따라서 상태 밀도는 다음과 같다.
{\displaystyle N(E)={\frac {3}{(2\pi )^{3}}}{\frac {d\Omega }{dE}}={\frac {3E^{2}}{2\pi ^{2}\hbar ^{3}v^{3}}}}.
빛의 속도보다 매우 낮은 속도로 움직이는 자유 전자의 경우에는 분산 관계는 {\displaystyle E(\mathbf {k} )=\hbar ^{2}k^{2}/2m}이다. 따라서 {\displaystyle \Omega (E)}의 반지름은 {\displaystyle {\sqrt {2mE}}/\hbar }이고,
{\displaystyle \Omega (E)={\frac {4\pi }{3\hbar ^{3}}}(2mE)^{3/2}}
이다. 전자의 경우에는 스핀 자유도로 인해 {\displaystyle g=2}이므로,
{\displaystyle N(E)={\frac {1}{2\pi ^{2}\hbar ^{3}}}{\sqrt {(2m)^{3}E}}}
이다.

## 같이 보기
- 유효 질량
- K·p 섭동 이론
- 반도체
- 원자가띠

## 참고 문헌
- Ashcroft, Neil W.; N. David Mermin (1976). 《Solid State Physics》 (영어). Holt, Rinehart and Winston. ISBN 0-03-083993-9.
- Kittel, Charles (2004년 11월). 《Introduction to Solid State Physics》 8판. New York: Wiley. ISBN 047141526X.